# Antignano (Capodistria)
Antignano, già Antignano d'Istria (in sloveno Tinjan) è un insediamento (naselje) di Capodistria di 151 abitanti, situato sul crinale che divide la valle del rio Ospo da quella del Risano, a 6,1 Km dal confine italiano.
Comprende anche le frazioni di Colombara (o Colombar) (Kolombar), Rapadel (Slatine) ed Urbani (Urbanci).

## Storia
Fu sede di un castelliere che dominava quasi tutto il territorio di Trieste.
Dopo la caduta dell'Impero romano d'Occidente, e la parentesi del Regno ostrogoto fino al 539, in Istria si insediarono i bizantini che in seguito subirono la penetrazione temporanea nella penisola dei Longobardi. Dopo una parentesi di dominazione longobarda dal 751 ad opera del loro re Astolfo, l'Istria tornò in mano bizantine dal 774.
Nel 788 Carlo Magno, re dei Franchi, occupò l'Istria inglobandola nel Regnum Italiae affidato da Carlo al figlio Pipino; nell'803 venne istituita la Marchia Austriae et Italiae che comprendeva il Friuli, la Carinzia, la Carniola e l'Istria. Alla morte di Pipino nell'810, il territorio passò in mano al figlio Bernardo.
Con la morte di Carlo Magno nell'814 la carica imperiale passò a Ludovico I che affidò il Regno d'Italia al suo primogenito Lotario, il quale già nell'828 (dopo aver deposto Baldrico per non aver saputo difendere le frontiere orientali dagli Slavi) divise la parte orientale del Regno, ossia la Marca Orientale (o del Friuli), in quattro contee: Verona, Friuli, Carniola e Istria (comprendente il Carso e parte della Carniola interna).
In seguito al Trattato di Verdun, nell'843, il suo territorio entrò a far parte della Lotaringia poi assegnate al marchese Eberardo a cui succedettero prima il figlio Urnico e poi l'altro figlio Berengario.
Cessato il dominio franco con la deposizione di Carlo il Grosso, Berengario, divenuto re d'Italia, passò il marchesato aquileiese al suo vassallo Vilfredo che venne poi nell'895 da lui nominato marchese del Friuli e dell'Istria.
Nel 952 l'imperatore Ottone I obbligò il re d'Italia Berengario II a rinunciare alle contee “Friuli et Istria”, unendole al Impero romano-germanico e subordinandole al ducato di Baviera tenuto dal suo fratellastro Enrico I a cui successe il figlio Enrico II.
Nel 976 passò al Ducato di Carinzia appena costituito dall'imperatore Ottone II.

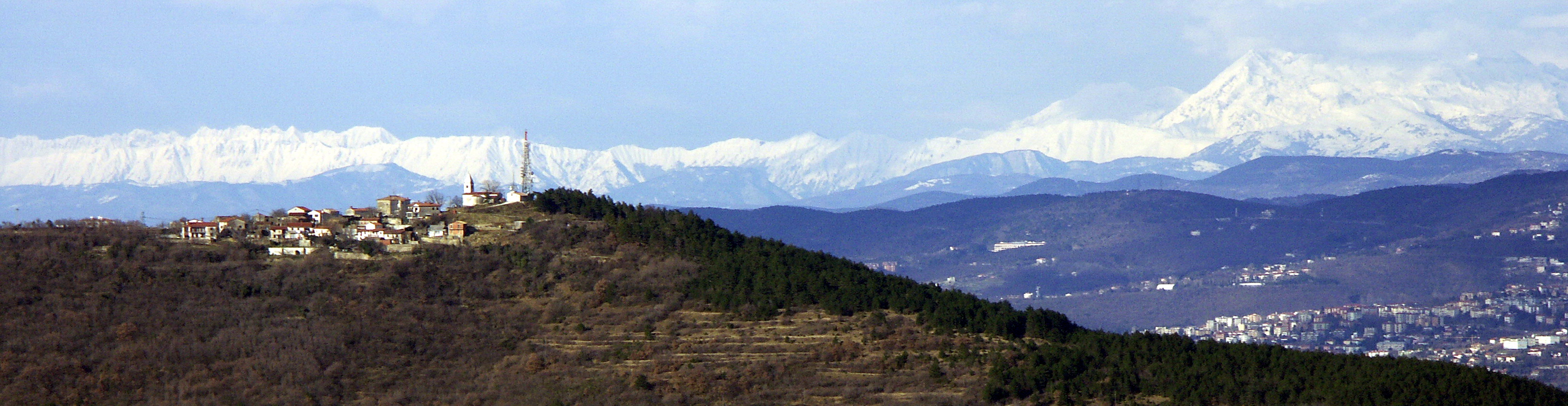
Antignano di Capodistria

Il suo territorio, assieme al Carso e ad altre località istriane fu donato dall'imperatore Corrado II, nel 1028, al patriarca di Aquileia il quale lo infeudò ai vescovi di Capodistria.
Nel 1040, dopo la morte l'anno prima di Corrado II, Enrico III di Franconia fece del resto dell'Istria una marca a sé, per dare a questa provincia un'organizzazione più adatta alla difesa e per indebolire i duchi di Carinzia, ai quali l'Istria era sottomessa. La nuova marca istriana divenne così “provincia immediata e feudo diretto dell'Impero”, L'autorità marchionale della nuova Marchia et Comitatus Histriae venne pertanto conferita dall'imperatore al conte Volrico od Urlico I della casa Weimar – Orlamünde.
Antignano, assieme ad altri possedimenti in Istria, rimase però in mani patriarcali.
Morto il marchese Urlico I, nel 1070 l'imperatore Enrico IV cedette il marchesato d'Istria a Marquardo III di Eppenstein; Marquardo III, aveva sposato Edvige o Haldemud, figlia di Wilpurga e Variento, duca del Friuli e signore di Gorizia, dal quale ereditò le signorie isontine.

Nel 1077 l'imperatore Enrico IV costituì il Principato ecclesiastico di Aquileia che ebbe influenza, mediante apposito diploma emesso lo stesso anno, anche sulla marca di Carniola e sulla contea dell'Istria.

Fu così che anche l'attigua bassa valle del Risano passò in mani patriarcali.
Nel 1211 il vescovo capodistriano Assalone investì la nobile famiglia dei Verzi delle decime del villaggio. Da allora i vescovi capodistriani assunsero il titolo di Conti di Antignano.
Dopo la pace di Treviso (1291, che affidava Capodistria e la fascia costiera occidentale istriana alla crescente potenza della Serenissima), il suo territorio venne affidato, assieme all'alta valle Risano, al comune di Trieste, al tempo nemico del patriarca. 
Dopo la Pace di Torino del 1381, suggellata dopo la fine della guerra tra i Genovesi e i Veneziani, il comune di Trieste, e così i suoi domini, rientrarono nei domini del Patriarcato di Aquileia.
Il 1420 segnò la fine del potere temporale dei patriarchi ed Antignano passò sotto il dominio della Serenissima ma a poca distanza dai domini asburgici.

Nel 1511, durante la guerra tra i Venezia e l'imperatore Massimiliano, il paese fu conquistato dalle truppe arciducali del conte Frangipane. Ritornato in mano veneziane, in occasione del nuovo conflitto tra Veneziani ed Austriaci nel 1615, Antignano ebbe rinforzate, dai Veneti, le mura di difesa della rocca.
Caduta la Serenissima, con la Pace di Presburgo seguì il destino degli ex possedimenti veneziani entrando per un breve periodo nel Regno d'Italia napoleonico.
Col Trattato di Schönbrunn del 1809 entrò a far parte delle Province Illiriche per entrare poi per la prima volta in mano austriaca col Congresso di Vienna nel 1815 nel Regno d'Illiria come comune autonomo; passò in seguito sotto il profilo amministrativo al Litorale austriaco nel 1849 come frazione del comune di Decani.
Dopo la prima guerra mondiale, rinominato Antignano d'Istria, rimase frazione del medesimo comune, ora detto Villa Decani, nella Provincia dell'Istria.
Fu soggetta alla Zona d'operazioni del Litorale adriatico (OZAK) tra il settembre 1943 e il maggio 1945. Fin dal giugno 1945, trovandosi a sud della Linea Morgan, entrò nella zona ad amministrazione jugoslava della Venezia Giulia e a seguito del Trattato di Parigi nel 1947 della zona B del Territorio Libero di Trieste (ad amministrazione jugoslava) ma confinante ad est con la Jugoslavia; a seguito del Memorandum di Londra, dal 1954 entrò definitivamente a far parte della federazione Jugoslavia e dal 1991 della Slovenia.

## Corsi d'acqua
Torrente Rabuiese (Škofijski potok); torrente Menariolo (Vinjanski potok)

## Alture principali
Colle di Antignano (Tinjanski breg), 374 m